# Europaplads (Aarhus)
Europaplads er en central plads i Aarhus, beliggende som trafikknudepunkt ved Aarhus Havn og Aarhus Å. Historien om Europahuset - eller BP-huset som det kaldtes før i tiden - og Europaplads hænger uløseligt sammen. Den tog sin begyndelse i 1956 under et møde mellem ledelsen for det internationale BP Olie Kompagni og den aarhusianske højesteretssagfører S. Storm Mortensen. Her faldt snakken på, at BP var på udkig efter en ny domicilbygning i det midtjyske. Med havn, jernbane og uddannelsesinstitutioner og byens centrale beliggenhed var en placering i den gamle købstad interessant. Alle detaljer fra mødet, har Storm Mortensen sidenhen fortalt, blev griflet ned på en krøllet serviet.
Nu skulle der jagtes en egnet byggegrund, og det var sværere end som så. Mod slutningen af 1950erne var den gamle købstadskommune i krise. Boligbyggeriet og befolkningsvæksten stagnerede. Det samme gjorde kommunens indkomstgrundlag.
Inden for kommunegrænsen var der stort set ikke mere ledigt areal at bebygge. Mange boliger var slidte og utidssvarende flere uden varmt vand i hverken haner eller radiatorer. Midtbyens virksomheder lå ofte klemt inde mellem byens huse med støv- og lugtgener til følge og uden mulighed for at udvide produktionen.
Mange borgere og virksomheder flyttede i disse år ud i forstadskommunerne, der lå som en bræmme rundt om den gamle købstad. Uden for Ringgaden var der grønne marker og god plads. Her var byggetrangen stor, og befolkningstallet i forstadskommunerne steg fra 1954 til 1959 med hele 10.000 indbyggere. Med en forsat vækst i den størrelsesorden ville forstæderne i 1969 have en lige så stor befolkning som Aarhus Kommune!
De dystre fremtidsudsigter fik borgmester Bernhardt Jensen til at forsøge at overtale sognerådene i Hasle-Skejby-Lisbjerg og Holme-Tranbjerg til at lade de to sognekommuner indlemme i Aarhus Kommune. Forhandlingerne var i første omgang resultatløse.

## Brændevins-øen stod for fald
En mulighed viste sig for Storm Mortensens projekt. Aarhus Havns nordre administrationsbygning havde siden 1898 haft til huse i det gamle toldkammer, som lå ved brinken af oprindelige å-havn. Bygningen havde man overtaget efter toldvæsenet, som var flyttet til Hack Kampmanns Toldbod på havnen. Administrationsbygningen var i elendig forfatning, og flere uheldige ombygninger gjorde den ikke ligefrem til nogen skønhedsåbenbaring.
Området omkring det gamle toldkammer blev i folkemunde kaldet "Brændvins-øen" efter de mange knejper og bodegaer. Disse og flere andre beboelsesejendomme i området mellem Mindebrogade, Havnegade og Revet var også nedrivningsmodne.
Næsten samtidig hermed igangsatte købstadskommunen en omfattende sanering af ejendomme i Dynkarken, Toldbodgade, Mindet samt en overdækning af den sidste del af åen, så Åboulevarden kunne forlænges helt ned til havnen. Ligesom saneringen i Nørreport få år forinden, var formålet at skabe bedre trafikale forhold i bykernen, der med de smalle 1800-talsgader var særdeles uegnet til den hastigt stigende trafikmængde. Med et slag ønskede man at fjerne de store trafikale flaskehalse for færdslen mellem havnen, centrum og udfaldsvejene Havnegade, Åboulevarden og Dynkarken/Spanien.

## Omstridt arkitekt
Med mulighed at rydde et så stort område i hjertet Aarhus, fandt Storm Mortensen servietten frem igen. Med vigtig opbakning fra både BP og Aarhus Havn, som også havde ønsker om at blive lejer i den kommende bygning, satte man gang i planerne. Et byggekonsortium bestående af BP og entreprenørfirmaet Brdr. Arnholm fra Randers blev dannet. Konsortiet købte administrationsbygningen med nedrivning for øje. Arkitekterne Knud Blach Petersen og Herbert Jensen fik til opgave at tegne den nye kontorbygning.
I skærende kontrast til fortidens værtshusmiljø skabte de et moderne og stilrent og højhus i 12-etager, hvilket dengang var byens højeste etageejendom. Huset blev døbt BP-huset. Den anvendte byggemetoden var banebrydende. 1950ernes byggeboom med traditionelt opmurede enfamilieshus gav efterhånden mangel på faglært arbejdskraft i byggebranchen. Det blev imødegået med stigende industrialisering af byggeriet. Blandt tiltagene var de præfabrikerede betonelementer, som blev anvendt i de store montagebyggerier. Det var en hurtig måde at bygge på, og så var den billig.
Blach Petersen og Jensen tog som nogle af de første arkitekter den nye byggemetode i anvendelse i deres arbejder. BP-huset var således blandt de første etagebyggerier i Aarhus, som blev efter de nye metoder. Byggeriet af BP-huset blev påbegyndt i 1957. Med en placering på å-brinken var en af de største udfordringer at få huset ordentligt funderet. Der blev anvendt 4.600.000 kilo jernbeton.
Det var en sand folkeforlystelse at se de gamle bygninger blive revet ned. Det foregik på brutal vis ved at lade en enorm betonklods ophængt i en mobil kran smadre mod gamle bygningsmurer og inventar. Allerede i 1959 kunne borgmester Berhardt Jensen indvie den 42 meter høje bygning med 700 arbejdspladser.
”Det er i mit lod som borgmester at opleve, at store virksomheder, fordi Aarhus er i arealnød, er flyttet uden for byen”, udtalte borgmester Berhardt Jensen. ”Det er derfor med særlig glæde at fastslaa, at et landsomspændende firma, som BP nu gør Aarhus til midtjysk centrum for sin store virksomhed – vi kan fra bystyrets side kun udtale haabet om, at andre landsfirmaer vil følge BPs eksempel, og udnytte de rige muligheder i Aarhus og omegn.”
Husets markante facade begyndte ret hurtigt at forfalde. Mosaikstifterne faldt ned, og efterhånden fik bygningen et noget miserabelt udtryk.
Efter flere års tilløb påbegyndte man i 1993 en større istandsættelse af huset. Nye facader, ny isolering og en ny indgang. Det var C.F. Møllers tegnestue, som havde udarbejdet ideerne til istandsættelsen, som beløb sig til 25 mill. kr.
BP frasolgte i 1983 bygningskomplekset til Danish Turnkey Dairies i Aarhus. Senere er bygningen blevet solgt og hedder i dag meget passende Europahuset.
Knud Blach Petersen har sammen med kompagnonerne arkitekterne Herbert Jensen og Mogens Harbo sat sig markante spor i Aarhus. I 1960 og 1970erne var deres tegnestue særdeles anvendt. Mest kendt og berygtet er nok Gellerupparken, men tegnestuen står bl.a. også bag Store Torv 3, Rundhøjskolen og Skjoldhøjkollegiet.
I eftertiden er de tre arkitekter blevet udskældt for deres kedelige, grå og kolde stil, men inden for de senere år har visse arkitekter taget denne opfattelse op til revision. For dem handler det ikke blot om byggeriet fysiske fremtoning, men også om de vilkår, tanker og visioner der bar byggeriet i sin tilblivelse. De ser Blach Petersens byggerier som udtryk for smukke tanker om lighed og socialt engagement med afsæt i visionen om lys, luft og sundhed for folket til grund for sine byggerier. I Gellerupparken var der gode boliger, god beliggenhed og udsigt over Brabrand Ådal, men også indkøbsmuligheder, skole, teater, hotel osv. Inspirationen fra den verdenskendte schweizisk-franske arkitekt og byplanlægger Le Corbusier tanker om den effektive, moderne by er slående.

## Europæisk pris gav navn til Europaplads
Europaplads er navngivet i 1961 af borgmester Bernhardt Jensen. I Rådhushallen står en montre med et efterhånden falmet bevis for, at Aarhus i 1960 modtog en fornem Europapris. Prisen blev givet til Aarhus af Europarådet som tak for byens store virke for europæisk og mellemfolkeligt samarbejde. Ved overrækkelse af prisen, som skete ved en officiel ceremoni i juni 1961, navngav borgmester Bernhardt Jensen på byrådets vegne pladsen ved BP-huset, Europaplads.
I dag er Europaplads under drastisk forandring. Aarhus Letbane passerer via Europaplads Station gennem området, og det sidste stykke af den overdækkede å, beliggende ved Europaplads, er ved at blive fritlagt i forbindelse med det nye havnebyrum ved Dokk1.